# Кишангандж (округ)
Кишангандж (хинди किशनगंज; англ. Kishanganj) — округ на востоке индийского штата Бихар. Административный центр — город Кишангандж. Площадь округа — 1884 км². По данным всеиндийской переписи 2001 года население округа составляло 1 296 348 человек. Уровень грамотности взрослого населения составлял 31,09 %, что значительно ниже среднеиндийского уровня (59,5 %). Более 65 % жителей округа исповедуют ислам.